# Adamante
Nella mitologia greca, Adamante era il nome di uno dei figli di Asio (il fratello di Ecuba ed omonimo del figlio di Irtaco e di Arisbe), figlio di Merope).

## Il mito
Secondo l'autore dell'Iliade, Adamante fu figlio di Asio e partecipò con lui alla guerra di Troia. Con il padre e con altri valorosi guerrieri, diede l'assalto all'accampamento degli Achei, protetto da Polipete e da Leonteo.
Più oltre nella battaglia Adamante, che aveva tentato di attaccare Antiloco, fu respinto dall'intervento di Poseidone in difesa del guerriero acheo. Poiché l'asta scagliata contro Antiloco era rimasta infissa nello scudo di quest'ultimo, il giovane cercò rifugio tra i suoi, ma venne inseguito e raggiunto da Merione, che lo uccise con un colpo di lancia sotto l'ombelico.
Ettore, incolpando Paride delle tante uccisioni di giovani Troiani, menzionò anche Adamante, deplorandone la morte.
Adamante aveva un fratello Fenope anch'esso presente nella guerra.

### Fonti antiche
- Omero, Iliade XII, 140; XIII, 561 e 771.